# Tannenbühl (Bad Waldsee)
Das Tannenbühl ist ein Naherholungsgebiet bei Bad Waldsee im Landkreis Ravensburg.

## Lage
Das Naherholungsgebiet Tannenbühl liegt geografisch etwa 700 m östlich von Bad Waldsee, 750 m westlich von Haisterkirch und 1,5 km nordwestlich von Hittisweiler. Der Weiler Vorderurbach befindet sich rund 150 m südwestlich.
Das Gebiet ist vollständig dem Naturraum Oberschwäbisches Hügelland (Naturraum-Nr. 32) innerhalb der Großlandschaft Voralpines Hügel- und Moorland (Großlandschaft-Nr. 3) zuzuordnen. Etwa 500 m östlich beginnt der Naturraum Riß-Aitrach-Platten (Naturraum-Nr. 41), der zur Großlandschaft Donau-Iller-Lech-Platte (Großlandschaft-Nr. 4) gehört.

### Geologie
Der geologische Untergrund wird vom Jungmoränen-Hügelland geprägt, welches aus würmzeitlichen Moränensedimenten besteht. Die vorherrschenden bodenkundlichen Einheiten sind Parabraunerde aus grobbodenreichem Geschiebemergel sowie Parabraunerde aus sandig-kiesigen Moränensedimenten.
Die Landschaft des Tannenbühls wurde durch die Würm-Eiszeit geformt. Vor etwa 24.000 Jahren erstreckte sich ein Gletscher von der Region um Bad Schussenried bis zum Tannenbühl, das auf der äußeren Jungmoräne des damaligen Gletscher liegt. Diese Moräne zieht sich von Hittisweiler über Haisterkirch bis nach Unteressendorf. Die Gräben, durch die die nach Osten hangaufwärts führenden Hauptwegen führen, waren am oberen Rand die Gletschertore. Durch diese floss das Schmelzwasser der Gletscher in nordöstlicher Richtung ab, nördlich an Haisterkirch vorbei, in den Bereich wo heute die Osterhofer Ach liegt ab.

### Hydrologie
Das Tannenbühl liegt auf der Europäischen Hauptwasserscheide, die hier in Nord-Süd-Richtung verläuft. Dabei entwässert der östliche Teil des Gebiets in das Gewässereinzugsgebiet der Steinach und somit zur Nordsee, während der westliche Teil zum Einzugsgebiet der Osterhofer Ach gehört und somit in das Schwarze Meer abfließt.
Es ist denkbar, dass Niederschläge, die im östlich der Wasserscheide gelegenen Haistergau im Schotter versickern, teilweise unter der Endmoräne hindurch auf die westliche Seite der Europäischen Wasserscheide gelangen und von dort ebenfalls über Steinach, Schussen und Rhein in die Nordsee entwässern.

## Lehrpfade
Das Naherholungsgebiet Tannenbühl bietet mehrere thematische Lehrpfade, die Besuchern verschiedene Aspekte von Natur, Sport und Geologie näherbringen:
- Sportlehrpfad: Dieser rund 2.100 Meter lange Rundweg, dessen Begehung 1 bis 2 Stunden dauert, behandelt das Thema Fit und gesund durchs Leben. Er wurde in Zusammenarbeit mit den Reha-Kliniken Bad Waldsee sportphysiologisch überarbeitet. An 18 Stationen können die fünf motorischen Säulen der Fitness (Beweglichkeit, Koordination, Kraft, Ausdauer, Schnelligkeit) trainiert werden. Infotafeln erläutern die trainingswissenschaftlichen Grundlagen und den gesundheitlichen Nutzen. ⊙ Sportlehrpfad (Q134739757)
- Wildtierlehrpfad: Der etwa 1.400 Meter lange Rundweg, für den etwa 45 Minuten Gehzeit veranschlagt werden, konzentriert sich auf das Thema Scheue Wildtiere kennen lernen. Die Weglänge bis zum Ziegengehege beträgt circa 550 Meter (flach). Der Pfad wurde gemeinsam mit der Wildforschungsstelle des Landes Baden-Württemberg konzipiert. Informationstafeln an den Gehegen geben Aufschluss über die Lebensweise der Tiere, während interaktive Quiztafeln und ein neu errichteter Beobachtungsturm mit Blick auf das Rotwildgehege zusätzliche Attraktionen bieten. ⊙ Wildtierlehrpfad (Q134739742)
- Baumlehrpfad: Dieser rund 500 Meter lange Rundweg dauert etwa eine halbe Stunde und widmet sich dem Thema Die Bäume im Stadtwald. Er stellt die wirtschaftlich wichtigsten Bäume des Stadtwaldes vor, vermittelt Wissen über deren Biologie und Ökologie sowie die wirtschaftliche Verwendung des Holzes. Fotos von Blättern und Nadeln erleichtern die Bestimmung vor Ort. Für Kinder gibt es interaktive Quiztafeln. Führungen mit dem Stadtförster werden angeboten.⊙ Baumlehrpfad (Q134739770)
- Waldlehrpfad: Mit einer Länge von 1.600 Metern und einer Gehzeit von circa einer Stunde behandelt dieser Pfad das Thema Die Funktionen des Waldes. Er endet am Startpunkt des Geologielehrpfades und erläutert die Aufgaben eines intakten Waldes als Lebensraum, CO2- und Wasserspeicher, Luftverbesserer, Arbeitsplatz und Rohstofflieferant sowie als Ort der Erholung. ⊙ Waldlehrpfad (Q134739800)
- Geologielehrpfad: Dieser rund 1.700 Meter lange Pfad startet am Ende des Waldlehrpfades und dauert etwa eine Stunde. Sein Thema ist Die Endmoräne im Tannenbühl. Er beleuchtet die eiszeitliche Prägung der Landschaft um Bad Waldsee, insbesondere den Endmoränenwall des Rheingletschers. Erlebnisstationen bieten Wissenswertes für Erwachsene und Spielanregungen sowie interaktive Quiztafeln für Kinder. Über QR-Codes sind zusätzliche Informationen zur Entstehung der glazialen Landschaftsformen abrufbar.⊙ Geologielehrpfad (Q134739774)

Die Lehrpfade Baum-, Wald- und Geologielehrpfad können auch kombiniert erwandert werden, was eine Gesamtlänge von 3.200 Metern und eine Gehzeit von 1 bis 2 Stunden ergibt.

## Wildgehege
Im Naherholungsgebiet Tannenbühl bei Bad Waldsee lädt der etwa 1400 Meter lange, gekieste Wildlehrpfad zum Erkunden der dortigen Wildgehege ein. Besucher können hier Schwarzwild, Frischlinge, Steinböcke, Rothirsche, Ziegen und Mufflons beobachten. Eine 2024 von der Zimmerei Nothelfer aus Osterhofen errichtete Aussichtsplattform bietet einen Panoramablick über den östlichen Teil des Rothirschgeheges. Das Frischlingsgehege ist ausschließlich bei Vorhandensein von Frischlingen in Betrieb.
Der aktuelle Keiler im Wildschweingehege trägt den Namen Nero, der aufgrund seines schwarzen Fells gewählt wurde. Sein Vorgänger (bis 2018), Ivan, dessen Name auf eine teilweise russische Abstammung verwies, war auch unter dem Spitznamen Ivan der Schreckliche bekannt.
Im Wildgehege herrscht ein generelles Fütterungsverbot, das sowohl dem Tierschutz als auch dem Schutz vor der Afrikanischen Schweinepest dient. Ausgenommen ist ausschließlich Futter aus den bereitgestellten Futterautomaten.
Leider verendeten im Jahr 2013 mehrere Tiere durch mitgebrachtes Futter.
| Foto |                 | Baujahr | Name                          | Standort | Beschreibung                                                   | Metadaten                                              |
| ---- | --------------- | ------- | ----------------------------- | -------- | -------------------------------------------------------------- | ------------------------------------------------------ |
| BW   | Datei hochladen |         | Schwarzwildgehege · Wikidata  | Standort | Direkt am Parkplatz                                            | P84(Architekt): P131(Ort):Bad Waldsee Region-ISO:DE-BW |
| BW   | Datei hochladen | 2022    | Futterautomat · Wikidata      | Standort | Mehrwegbecher, Futter: Luzerne und Graspellets                 | P84(Architekt): P131(Ort):Bad Waldsee Region-ISO:DE-BW |
| BW   | Datei hochladen | 2006    | Vogelhaus · Wikidata          | Standort | Vogelarten wie Stieglitz, Kernbeißer und Dompfaff 2024 Saniert | P84(Architekt): P131(Ort):Bad Waldsee Region-ISO:DE-BW |
| BW   | Datei hochladen |         | Frischlingsgehege · Wikidata  | Standort | nicht ganzjährig belegt                                        | P84(Architekt): P131(Ort):Bad Waldsee Region-ISO:DE-BW |
| BW   | Datei hochladen |         | Steinbockgehege · Wikidata    | Standort |                                                                | P84(Architekt): P131(Ort):Bad Waldsee Region-ISO:DE-BW |
| BW   | Datei hochladen |         | Rothirschgehege · Wikidata    | Standort |                                                                | P84(Architekt): P131(Ort):Bad Waldsee Region-ISO:DE-BW |
| ja   | Datei hochladen | 2024    | Aussichtsplattform · Wikidata | Standort |                                                                | P84(Architekt): P131(Ort):Bad Waldsee Region-ISO:DE-BW |
| BW   | Datei hochladen |         | Mufflongehege · Wikidata      | Standort |                                                                | P84(Architekt): P131(Ort):Bad Waldsee Region-ISO:DE-BW |
| BW   | Datei hochladen |         | Ziegengehege · Wikidata       | Standort |                                                                | P84(Architekt): P131(Ort):Bad Waldsee Region-ISO:DE-BW |

## Sonstiges

### Kunst
Im Naherholungsgebiet Tannenbühl sind mehrere Holzskulpturen aufgestellt, die sich direkt nördlich des Parkplatzes im Bereich des Wildschweingeheges, des Vogelhauses und des Steinbockgeheges befinden. Zu diesen Kunstwerken zählen der Waldsee-Pfahl", ein Hirsch, ein Wildschwein (mit Überdachung) sowie mehrere Steinböcke.
Der Holz-Hirsch und die Holz-Steinböcke wurden 2022 aufgestellt nachdem sie in der Werkstatt von Hermann Hippold in Weitnau erschaffen wurden. Der Hirsch ist auf einem rund 30 Tonnen schweren Findling platziert. Dieser Findling wurde ursprünglich im Jahr 2022 aus dem Gewerbegebiet Wasserstall bei Wasserstall abtransportiert da er geplanten Baumaßnahmen im Weg stand. Die Steinböcke sind innerhalb des Steinbockgehege.

| Foto |                 | Baujahr                   | Name                     | Standort | Beschreibung | Metadaten                                              |
| ---- | --------------- | ------------------------- | ------------------------ | -------- | ------------ | ------------------------------------------------------ |
| ja   | Datei hochladen |                           | Eichhörnchen · Wikidata  | Standort |              | P84(Architekt): P131(Ort):Bad Waldsee Region-ISO:DE-BW |
| ja   | Datei hochladen |                           | Eule · Wikidata          | Standort |              | P84(Architekt): P131(Ort):Bad Waldsee Region-ISO:DE-BW |
| ja   | Datei hochladen | 2022                      | Hirsch · Wikidata        | Standort |              | P84(Architekt): P131(Ort):Bad Waldsee Region-ISO:DE-BW |
| BW   | Datei hochladen |                           | Kopf · Wikidata          | Standort |              | P84(Architekt): P131(Ort):Bad Waldsee Region-ISO:DE-BW |
| BW   | Datei hochladen | 2022                      | Steinböcke · Wikidata    | Standort |              | P84(Architekt): P131(Ort):Bad Waldsee Region-ISO:DE-BW |
| ja   | Datei hochladen |                           | Waldsee-Pfahl · Wikidata | Standort |              | P84(Architekt): P131(Ort):Bad Waldsee Region-ISO:DE-BW |
| ja   | Datei hochladen | Überdachung 2025 erneuert | Wildschweine · Wikidata  | Standort | Holzskulptur | P84(Architekt): P131(Ort):Bad Waldsee Region-ISO:DE-BW |

### Insektenhotel

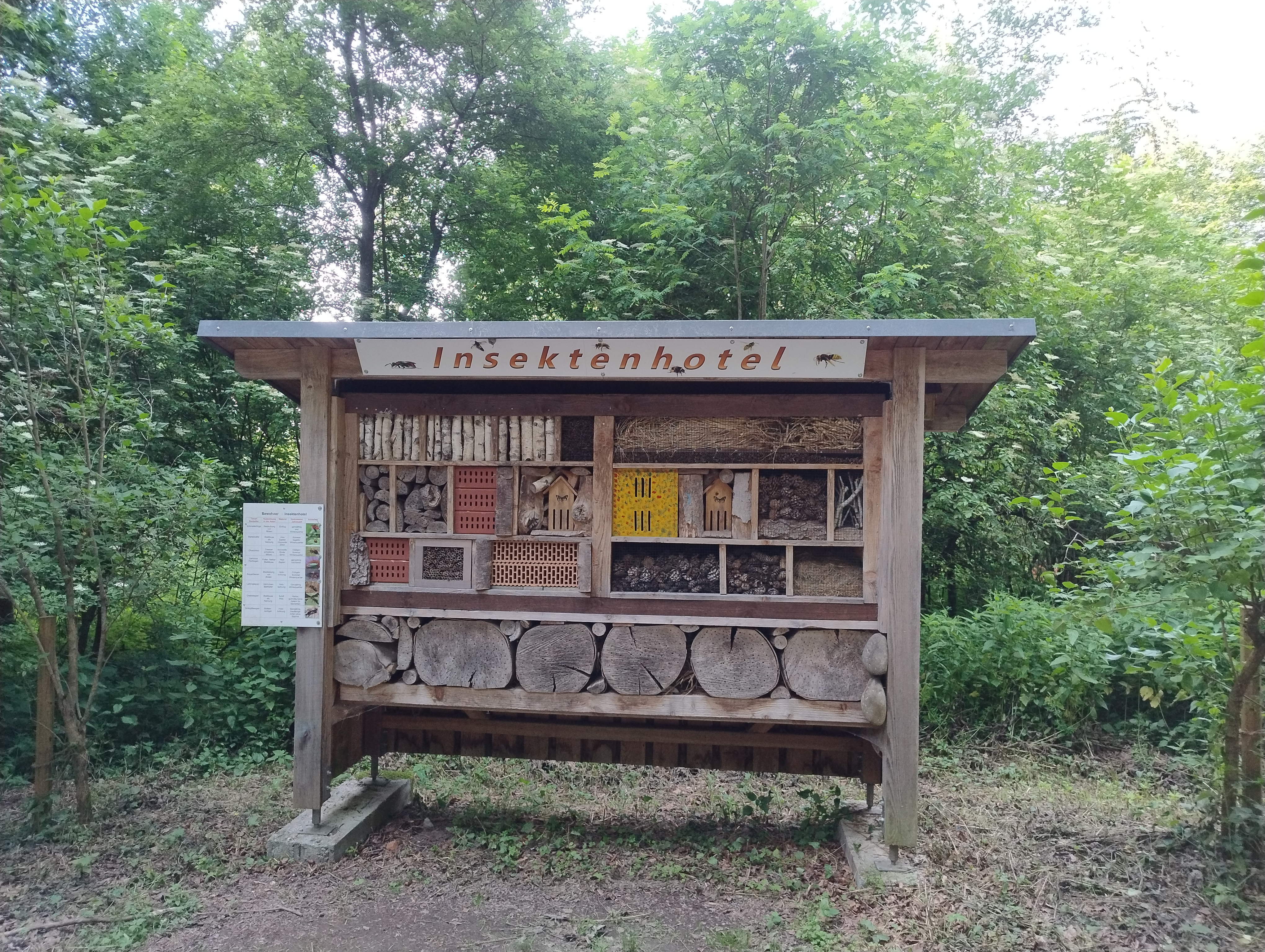
Insektenhotel im Tannenbühl

Das Insektenhotel im Tannenbühl befindet sich zwischen dem Vogelhaus und dem Wildschweingehege; daneben steht eine informative Tafel, die über die verwendeten Materialien und deren Eignung für verschiedene Insektenarten aufklärt.⊙

## Freizeiteinrichtungen

### Freizeitgelände
Im Freizeitgelände des Tannenbühls steht eine Grillhütte mit Sitzgelegenheiten sowie einen Bolzplatz. Direkt daneben befindet sich eine weitere Grillstelle mit einer Wetterschutzhütte..⊙

### Spielplatz
Direkt am Eingang des Tannenbühls befindet sich ein Spielplatz. Er bietet Spielgeräte wie Rutschen, Drehkarussell, Kletteranlage und Schaukeln.
Die Holzkopf-Skulptur und eine Kleine Hütte runden das Angebot ab.⊙

### Erratischer Block
Das Geotop mit dem Namen Erratischer Block im Tannenbühlwald ca. 2300 m SE der Ortsmitte von Bad Waldsee ist ein Findling. Der kantige Block, dessen Kantenlängen durchschnittlich zwei bis drei Meter lang ist, steht auf einem Wall der Äußeren Jung-Endmoräne nahe eines ehemaligen Gletschertores. Die genauen Ausmaße des Blocks unter der Bodenoberkante sind nicht bekannt. Er liegt auf dem Geologie-Lehrpfad.⊙
Rund 400 Meter nordwestlich davon, in einer kleinen Kiesgrube an einem Forstweg, befindet sich zudem eine Sammlung von sechs weiteren Findlingen, die jeweils mit einer Informationstafel versehen sind.

### Biotope
- Das Waldbiotop Waldweiher beim Schützenhaus Bad Waldsee ist ein 0,3347 Hektar großes Biotop. Er liegt in einer natürlichen Senke mit künstlich angelegten, steilen Uferdämmen. Die Wasseroberfläche ist vollständig von Teichlinsen bedeckt. Die kleinflächige Ufervegetation umfasst Röhricht (u. a. Rohrkolben, Seebinse) sowie im Osten Schnabel- und Steifsegge. Mittig im Weiher wächst ein kleines Weidengebüsch. Die Dämme sind mit Strauchweiden und Schwarzerlen bestanden. Ein breiter Graben mündet aus nordöstlicher Richtung ein.[18]⊙
- Das Waldbiotop Waldweiher O Vorderurbach ist ein 0,1881 Hektar großer, länglicher und teilbesonnter Teich am Waldrand. Dieser künstlich angelegte Weiher besitzt eine kleine Insel und überwiegend Steilufer. Röhricht aus Gelber Schwertlilie und Rohrkolben findet sich kleinflächig im Westen und Osten. Der westliche Flachwasser- und Verlandungsbereich ist mit Fieberklee, Froschlöffel und Sumpf-Vergissmeinnicht sowie kleinflächigem Steifseggenried bewachsen. Die Uferbestockung besteht hauptsächlich aus Schwarzerlen und Baumweiden, angrenzend an Buchen und Fichten. Die Insel ist von Brombeeren und einzelnen Erlen bewachsen. Die Wasseroberfläche ist mit Teichlinsen bedeckt.[19]⊙

## Trivia
Das Tannenbühl ist nicht nur ein beliebtes Naherholungsgebiet, sondern offiziell auch ein Berg mit einer Höhe von etwa 679 m ü. NHN. Von seinem Gipfel bietet sich ein Rundumblick auf die umliegenden Bäume. Die Dominanz des Tannenbühls beträgt etwa 600 Meter. Dieser Wert bezieht sich auf die Entfernung zum Erratischen Block, auf dem nächstgelegenen höheren Punkt.
Die Schartenhöhe liegt bei rund 29 Metern. Die Scharte selbst ist der Hauptweg in Richtung Haisterkirch und war einst ein Gletschertor aus der Würm-Eiszeit.
Die Normalwege zum Gipfel des Tannenbühl führen über den Wildtierlehrpfad und den Sportlehrpfad. Eine alternative Route ermöglicht den Zugang vom Kletterpark über den Wasserhochbehälter zum Gipfel.
Die nächstgelegenen Berge auf der Endmoräne sind der Petersberg im Norden (671 m ü. NHN, etwa 1,9 km nördlich) und der Blasiberg im Süden (725 m ü. NHN, etwa 3,8 km südlich).